# Ulli Weiss
Ulli Weiss (* 1943 in Bonn; † 5. Juli 2014 in Wuppertal) war eine deutsche Fotografin und langjährige künstlerische Wegbegleiterin des Tanztheaters Wuppertal Pina Bausch.

## Leben
Ulli Weiss arbeitete zunächst mehrere Jahre lang als Angestellte für die Deutsche Lufthansa AG in Bonn und München. 1969/70 ging sie als Assistentin von Otto Steinert an die Folkwang-Hochschule für Gestaltung in Essen. Von 1971 bis 1976 studierte sie bei Steinert Fotografie und Fotojournalismus. Während des Studiums lernte sie die Choreografin Pina Bausch (1940–2009) kennen und war seitdem mit ihr befreundet.
Nach Abschluss der Folkwang-Hochschule arbeitete sie als freiberufliche Fotografin, zusätzlich begann und absolvierte sie ein Studium der Theaterwissenschaft und Germanistik. Ab 1976, in den Anfängen des Tanztheaters, nahm sie die Proben und Aufführungen des Ensembles von Pina Bausch auf, was sie bis zu ihrem Lebensende fortführte. Zu dieser Zeit war Weiss die einzige Fotografin, die von Bausch zum Ensemble zugelassen wurde. Bausch bezog Weiss in den Kreis der engsten Mitarbeiter des Ensembles mit ein und prägte mit ihr die Außendarstellung des Tanztheaters.
Weiss lebte und arbeitete in Wuppertal, wo sie im Juli 2014 im Alter von 71 Jahren starb. Im Nachruf des Tanztheaters Wuppertal Pina Bausch heißt es:

„... deshalb hatte sie von Anfang an den richtigen Blick auf Pina Bauschs Werk: zurückhaltend und zugleich präzise. Sie verstand es, sowohl die Ästhetik des Tanztheaters einzufangen als auch dessen Emotionalität, durchaus auch in Bewegung. Dabei dominierte nie die Inszenierung der eigenen Perspektive, eher versuchte sie, die Stücke von innen her zu erschließen.“

## Auszeichnungen
- 2010: Preisträgerin der Enno und Christa Springmann-Stiftung [6]

## Wirken
Weiss’ Werke sind in öffentlichen und auch in privaten Sammlungen enthalten. Ihre Fotografien haben Bücher, Kataloge, Plakate und Ausstellungen im In- und Ausland mitgestaltet.

### Ausstellungen
- 2006: Isadora Duncan, Pina Bausch. Danza dell´anima. Liberazione del Corpo. Galleria Refettorio delle Stelline in Mailand, Katalog Skira Editore, Milano[3]
- 2007: Pina Bausch, la danza dell`anima. Scuderie Aldobrandini, Frascati[3]

### Werke
- Setz dich hin und lächle. Tanztheater von Pina Bausch. Fotografien von Ulli Weiss, Text: Ille Chamier. Prometh-Verlag, Köln 1979, ISBN 3-922009-20.
- mit Boris Penth & Günter Franzen: Last Exit – Punk: Leben im toten Herz der Städte. Fotografien von Ulli Weiss, Rowohlt Taschenbuch Verlag, Hamburg 1982, 980-3-499-1-4880-3
- mit Raimund Hoghe: Bandoneon – Für was kann Tango alles gut sein? Luchterhand, Darmstadt 1981. 
 Bandonéon. À quoi bon danser le tango? Autour de la pièce de Pina Bausch. Übersetzt von Anne Monfort, Random House, München 2013, ISBN 978-2-85181-800-3.
- mit Raimund Hoghe: Pina Bausch: Tanztheatergeschichten. Suhrkamp, Frankfurt am Main 1986, 4. Auflage 1995, ISBN 3-518-37837-6.
- Pina-Baushu-tantsuteatā-to-tomo-ni. Sangensha, Tōkyō 1999, ISBN 4-88303-058-X.
- Pina Bausch, Tanztheater Wuppertal. Edition Performing Arts Review Taipeh, Taiwan 2007, Bildband
- Peter Pabst, Bühnenbildner. Arbeiten für Pina Bausch und das Tanztheater Wuppertal 1980 - 2009. Herausgegeben von Tanztheater Wuppertal Pina Bausch GmbH, Kettler, Bönen 2011, ISBN 978-3-86206-046-7, Bildband.
- mit Anne Linsel: Tanzträume. Jugendliche tanzen Kontakthof von Pina Bausch. Das Buch zum Film. Nacke, Wuppertal 2011, ISBN 978-3-942043-81-6.